# Joseph Ribas
Pour les articles homonymes, voir Ribas.
Joseph Ribas, né le 28 janvier 1931 à Saint-Laurent-de-la-Salanque (Pyrénées-Orientales) et mort le 2 février 2025 à Perpignan (Pyrénées-Orientales), est un écrivain, illustrateur, chroniqueur français, spécialiste du pyrénéisme.
Josep Ribas enseigne, discipline à laquelle il consacre deux livres en 1975, bien que ses écrits soit consacrés plus particulièrement aux Pyrénées et à la culture du nord de la Catalogne. Il publie plusieurs guides de randonnée et des ouvrages sur le Canigou, une anthologie de Michel Maurette et écrit des articles dans La Dépêche du Midi et L'École libératrice sur la littérature, notamment roussillonnaise. Il diffuse les valeurs culturelles et sociales des Pyrénées comme valeur humanitaire dans des revues de randonnée (Alpinisme & Randonnée, Pyrénées). La bibliothèque municipale de Saint-Marsal porte son nom.

## Biographie

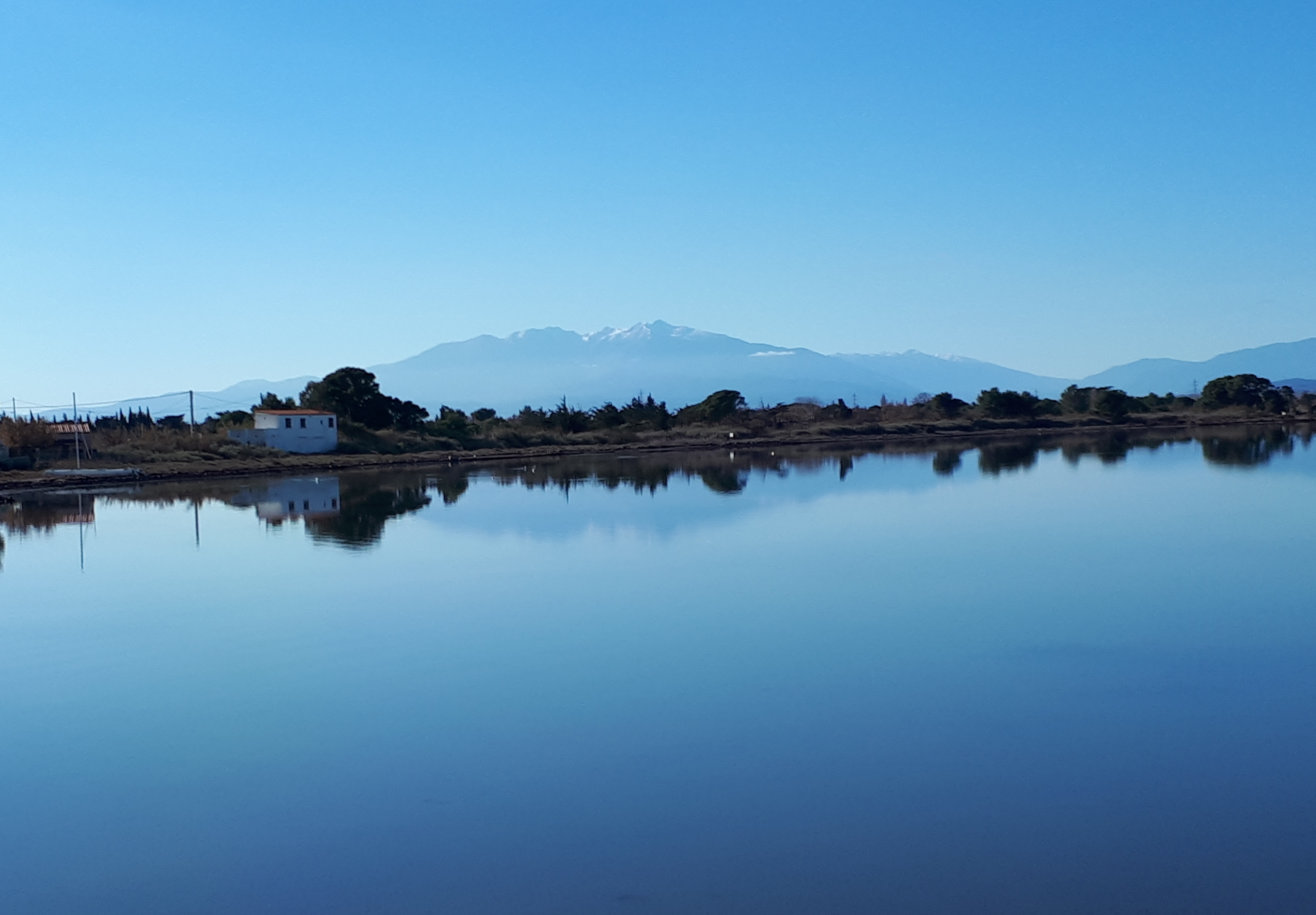
Vue vers le massif du Canigou depuis l'étang de Salses, St-Laurent-de-la-Salanque.

Joseph Ribas, né le 28 janvier 1931 à Saint-Laurent-de-la-Salanque (ses parents sont des immigrés espagnols qui ont traversé la frontière à la recherche de travail dans les vignobles du Roussillon), mène de pair une carrière d'enseignant et de pyrénéiste, répondant à la définition que donnait Henri Beraldi de ce terme : « L'idéal du pyrénéiste est de savoir à la fois ascensionner, écrire, et sentir. S'il écrit sans monter, il ne peut rien. S'il monte sans écrire, il ne laisse rien. Si, montant, il relate sec, il ne laisse rien qu'un document, qui peut être il est vrai de haut intérêt. Si — chose rare — il monte, écrit et sent, si en un mot il est le peintre d'une nature spéciale, le peintre de la montagne, il laisse un vrai livre, admirable. »
Joseph Ribas a publié de nombreux livres sur son métier d'enseignant et sur les Pyrénées et le Roussillon en particulier, souvent illustrés par lui-même, et des chroniques dans la presse quotidienne régionale (La Dépêche du Midi) et spécialisée (L'école libératrice, Alpinisme & Randonnée, devenu Alpirando, Pyrénées, etc.), essayant de mettre en avant les aspects culturels et sociaux du pyrénéisme comme valeur humanitaire.
Joseph Ribas est le créateur, avec Georges Véron, de la Haute randonnée pyrénéenne en 1968.
Joseph Ribas meurt à Perpignan le 2 février 2025, à l'âge de 94 ans.

## Hommages et distinctions

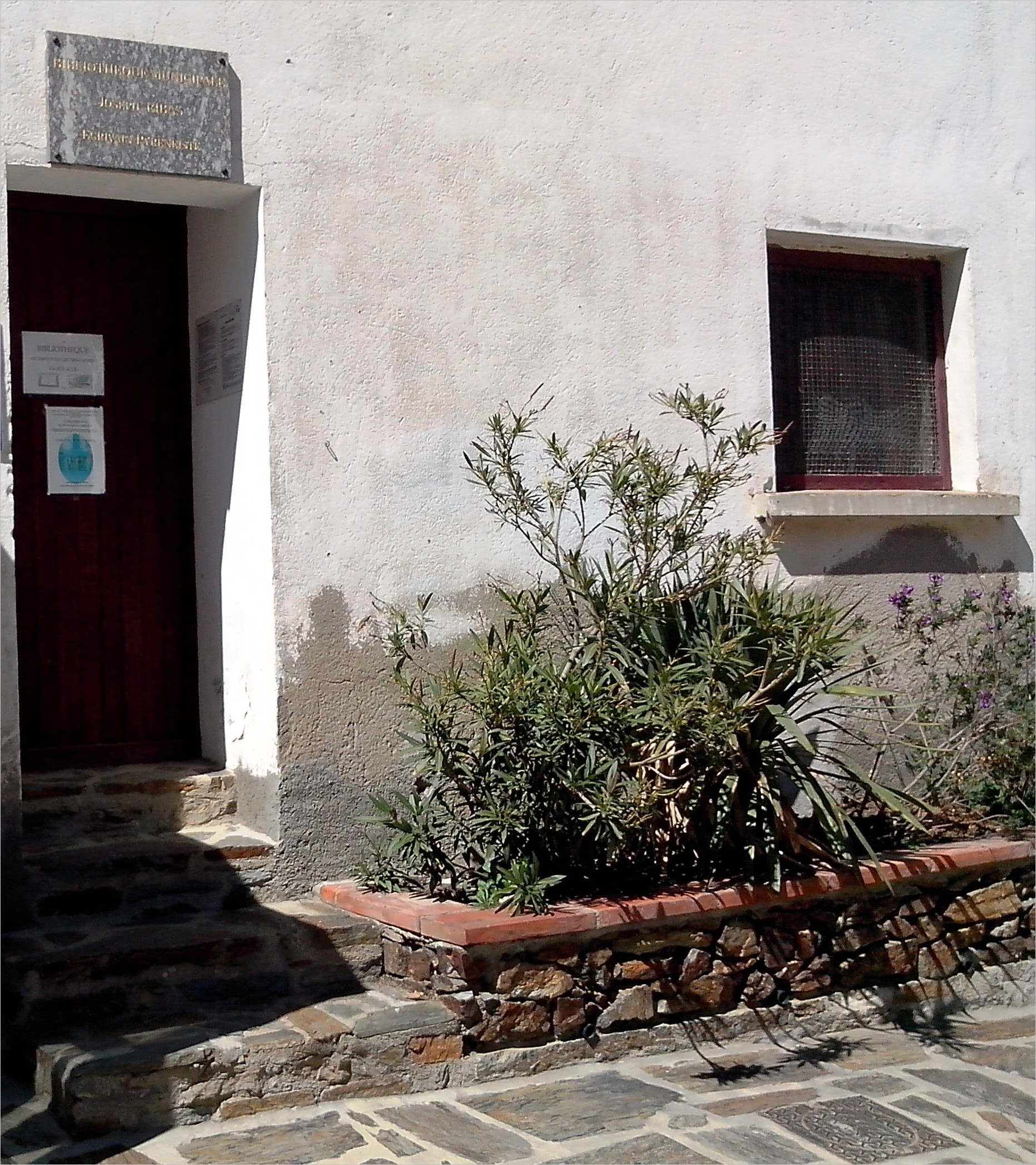
Bibliothèque, Saint-Marsal, avec l'inscription Bibliothèque municipale - Joseph Ribas - Écrivain pyrénéiste.

En 1977, il a été promu dans l'Ordre des Palmes académiques au titre d'Officier pour services rendus à l'éducation.
En 2004, une bibliothèque municipale portant le nom de Joseph Ribas a été ouverte sur la commune de Saint-Marsal (Les Aspres, Pyrénées-Orientales).
En mars 2021, l'association artistique munichoise Dialog - Neues Münchner Kunstforum e.V, en collaboration avec la maison d'édition Otto Sagner (de), a décerné le Prix Dominante (de) à Joseph Ribas pour l'ensemble de son œuvre. Ce prix, créé en 2011, récompense « les découvertes et le développement exceptionnels de nouveaux principes esthétiques en littérature ou en musique ». Le nom du prix est dérivé de la série de publications Dominante (Almanach) (de).

## Œuvres

### Ouvrages
- Les terres veuves, Bordeaux, Les nouveaux cahiers de jeunesse, 1961
- Marius Noguès, Rodez, Subervie, 1973
- Lecture, discipline d'éveil, avec Raymond Clais, Paris, Magnard, 1975
- Faire vivre un livre en classe, avec Raymond Clais, Paris, Hatier, Éditions de l'Amitié, 1975
- Sentiers et randonnées des Pyrénées, Paris, Fayard, 1977
- Sentiers et randonnées du Roussillon, Paris, Fayard, 1978
- Sentiers et randonnées du Languedoc, Paris, Fayard, 1980
- Les Grandes Heures du Club Alpin Français, Préfaces (Tome I (1874-1879); Tome II (1879-1891; Tome III (1892-1903)), Fayence, Sirius, 1983
- Mes Pyrénées, chroniques, Fayence, Sirius, 1985
- Les Chemins de Garonne, Toulouse, Milan, 1990
- El Canigó, Història i mite, Vic, Eumo Editorial, 1996
- Canigou, montagne sacrée des Pyrénées, Toulouse, Loubatières, 1994, rééd. 2003
- Robinson Crusoé dans les Pyrénées, avec les textes de Daniel Defoe, illustrations de Jean-Claude Pertuzé, Toulouse, Loubatières, 1995. (Dans ce livre, Joseph Ribas retrace l'itinéraire[9] à travers les Pyrénées, de Pampelune à Toulouse, que Daniel Defoe a peut-être imaginé pour Robinson Crusoé dans les chapitres 19 et 20 de son célèbre roman de 1719.)
- Petit précis de pyrénéisme, Toulouse, Loubatières, 1998
- L'Aventure du Canigou, Rando-éditions, 2001
- « L'espiègle Ramond de Carbonnières », dans le Bulletin pyrénéen no 210, 2002
- Roussillon au cœur, Toulouse, Loubatières, 2003
- Caram ! Aixó me mira, avec Pere Verdaguer, illustrations de Jean-Claude Pertuzé, Toulouse, Loubatières, 2004
- Pyrénées : Le désir de voyage, avec 110 illustrations de l'auteur, Pau, Monhelios, 2009
- Joseph Ribas a également participé à la publication en 1996 de Lady Fortescue une aristocrate anglaise aux Pyrénées en 1818 (Portet-sur-Garonne, Loubatières), qui contient 76 dessins réalisés dans les Pyrénées orientales et centrales au printemps 1818 par Henrietta-Ann Fortescue (1763-1841). Les illustrations de ce livre ont été précédées d'articles introductifs de Pierre Tucoo-Chala, Hélène Saule-Sorbé et Joseph Ribas (qui a décrit, dans Chemins d'Images, les itinéraires empruntés par Lady Fortescue dans son tour artistique des Pyrénées).
- Michel Maurette, présentation et anthologie, Éditions de l'Olivier, coll. « Classiques roussillonnais », 2006, 183 p. (ISBN 2-908866-27-7)

### Illustrations
- Marius Noguès, Lutèce et le Paysan, illustrations de Joseph Ribas et Jean-Hubert Fileyssant, Éditions du Midi, 1967  ; éditions du Val d'Adour, Vic-en-Bigorre, 2003
- René Liautaud, Et la conque se tut, Blainville-sur-Mer, Éditions L'Amitié par le Livre, 1963, illustrations de Joseph Ribas

## Jugement
- « L’épopée du Pyrénéisme dévoilée en entier, d’un coup, en un tour de plume par Joseph Ribas. Au jour le jour, nous puisions au hasard dans cette histoire, avec le secret bonheur d’y retrouver des références propres à stimuler nos envies, à satisfaire nos enthousiasmes. Nous avions certes une vue d’ensemble des diverses chronologies ou hiérarchies des faits et gestes, des réussites, des échecs qui constituent l’histoire deux fois séculaire de nos chères montagnes. Et soudain, la révélation par ce Précis d’une ordonnance, d’une logique, d’une identité qui confinent à la personnification, les Pyrénées incarnées, devenues existence, être vivant à travers leur histoire: le Pyrénéisme. » (Christian Galau et Jean et Pierre Ravier, « Préface » du Petit précis de pyrénéisme de Joseph Ribas, cité dans Xavier Arnauld de Sartre, « Le pyrénéisme est-il un possibilisme ? Quand un regard construit et hérité médiatise le rapport au milieu », Presses Universitaires du Mirail - CNRS, 2011, p. 9[10]).